# Salvatore Sabella
Salvatore Sabella (* 1891; † 1962) war ein sizilianisch-amerikanischer Mobster der amerikanischen Cosa Nostra und Begründer der Philadelphia Crime Family, welche später als Bruno-Familie bekannt wurde.

## Leben

### Frühe Jahre
Geboren in Castellammare del Golfo, in der Provinz Trapani in Sizilien, begann Sabella in jungen Jahren eine Metzgerlehre.
Erschöpft von seiner Arbeit und den Wutausbrüchen seines Vorgesetzten, ermordete er diesen 1905 im Alter von 14 Jahren. Im Jahr 1908 wurde Sabella der Ermordung des Metzgers für schuldig befunden und zu einer dreijährigen Haftstrafe verurteilt, welche er in einem Gefängnis in Mailand verbüßte. Etwa zu dieser Zeit kam Sabella mit der originären Mafia, der Cosa Nostra in Sizilien, in Kontakt. Nach seiner Entlassung verließ Sabella Italien und wanderte, offenbar als illegaler Immigrant, in die Vereinigten Staaten aus.
Im Jahr 1912 kam Sabella nach Brooklyn (New York) und schloss sich dort der Organisation von Salvatore D’Aquila an, der 1916 der erste Boss der späteren Gambino-Familie wurde, die damals aus vielen Einwanderern von Castellammare bestand. Während der nächsten Jahre bildete D’Aquila Sabella für seine Zukunft in der Organisation aus.

### Familien-Oberhaupt
Im Jahr 1919 wurde Sabella nach Philadelphia entsandt, um dort für die sizilianischen Castellammarese eine weitere Organisation aufzubauen. Als Tarnung eröffnete er ein Olivenöl- und Käse-Geschäft und ein Soft-Drink-Café, während er im Hintergrund seine Familie aufbaute und seine Operationen gegen andere Gangster verteidigte.
Er wurde der Boss von namhaften Männern wie John Avena und Angelo Bruno, die später ebenfalls Bosse der Familie wurden.
Am 30. Mai 1927 wurden die beiden rebellischen Mitglieder Vincent Cocozza und Joseph Zanghi an einer Straßenecke in Philadelphia erschossen.
Der Verdacht fiel auf Sabella, und Zanghi's Bruder Anthony lieferte der Polizei daraufhin genügend Beweise, um Sabella der Tat anzuklagen.
Sabella wurde freigesprochen, die Behörden stellten jedoch fest, dass er illegal in die Staaten gekommen war. Deswegen wurde er gegen Ende 1927 nach Sizilien abgeschoben; John Avena wurde sein Nachfolger.

### Krieg von Castellammare
Nach Sabella's Abschiebung brach in New York der sogenannte Krieg von Castellammare aus, in welchem Joe „The Boss“ Masseria (Boss der späteren Genovese-Familie) für eine neapolitanische Fraktion, gegen Salvatore Maranzano (Boss der späteren Bonanno-Familie) für die Castellammare-Fraktion um die Vorherrschaft in der New Yorker Unterwelt kämpfte.
1929 kehrte Sabella vorübergehend nach New York zurück, um an Maranzanos Seite zu kämpfen, da dieser aufgrund seiner Herkunft mit ihm verbündet gewesen war. Am 15. April 1931 endete der Krieg mit der Ermordung Masserias. Zu diesem Zeitpunkt ging Sabella zurück nach Philadelphia, um wieder die Leitung seiner Familie zu übernehmen.

### Ruhestand
1931 wurde Sabella wegen eines Angriffs mit einem Kraftfahrzeug inhaftiert.
Im selben Jahr, im Alter von 40, ging er in den Ruhestand und übertrug Avena wieder die Kontrolle über die Familie.
Der Grund für Sabellas Rückzug ist unklar. Vielleicht war es das kürzliche Blutbad im Krieg von Castellammare, das ihn veranlasste, sich um seine Sicherheit zu sorgen.
Erzählungen zufolge ging er nach Norristown (Pennsylvania), wo er wieder als Metzger arbeitete.
Im Jahr 1962 starb Salvatore Sabella eines natürlichen Todes.

## Im TV
- 2017: The Corrupt and the Dead; Dokumentation über die frühere Korruption in Philadelphia und Mobster wie Salvatore Sabella, Angelo Bruno, Joseph „Uncle Joe“ Ligambi und Joseph „Skinny Joey“ Merlino.[7]